# 정당성 (정치)
정치학에서 정당성(正當性, 영어: Legitimacy)은 권위, 일반적으로 준거법 또는 정권의 권리와 수용이다. 권위가 기존 정부의 특정 위치를 나타내는 반면 정당성이라는 용어는 정부 시스템을 의미한다. 여기서 정부는 " 영향권"을 나타낸다. 합법적인 것으로 간주되는 권위는 종종 권력을 행사할 권리와 정당성을 갖는다. 정치적 정당성은 통치의 기본 조건으로 간주되며, 이것이 없으면 정부는 입법 교착 상태와 붕괴를 겪을 것이다. 그렇지 않은 정치 체제에서 인기 없는 정권은 영향력 있는 소규모 엘리트에 의해 정당한 것으로 간주되기 때문에 살아남는다.
윤리학에서정당성이라는 용어는 정부의 조치가 합법적으로 구성된 정부에 의한 권력의 적절한 사용이라는 믿음에 기초하여 통치자의 기관, 직위 및 조치에 피통치자들이 부여한 규범적 지위로 종종 긍정적으로 해석된다.

계몽주의 시대 영국의 사회철학자 존 로크(John Locke, 1632–1704)는 정치적 정당성은 피통치자의 대중의 명시적, 묵시적 동의에서 나온다고 말했다. 피통치자의 동의하에." 독일의 정치철학자 Dolf Sternberger 는 "정정성은 정부가 통치할 권리가 있다는 의식과 그 권리를 피통치받는 자가 어느 정도 인정함으로써 행사되는 정부 권력의 기초"라고 말했다. ". 미국 정치 사회학자 시모어 마틴 립셋(Seymour Martin Lipset)은 정당성은 "기존의 정치 제도가 사회에 가장 적절하고 적절한 제도라는 믿음을 낳고 유지하는 정치 체제의 능력을 포함한다"고 말했다. 미국의 정치학자 로버트 A. 달은 정당성을 저수지로 설명했다. 물이 일정 수준에 있는 한 정치적 안정이 유지되고 필요한 수준 이하로 떨어지면 정치적 정당성이 위태로워진다.

## 유형
합법성은 "무엇이나 누군가가 옳고 적절한 것으로 인정되고 수용되는 가치"이다. 정치 과학에서 합법성은 일반적으로 통치 체제의 권위에 대한 대중의 수용 및 인정으로 이해되며, 이에 따라 권위는 강제가 아닌 동의와 상호 이해를 통해 정치적 힘을 갖다. 독일 사회학자 막스 베버 (Max Weber)가 설명한 세 가지 유형의 정치적 정당성은 전통적 정당성, 카리스마적 정당성, 합리적 합법성이다.
- 전통적 정당성은 전통적 권위의 역사를 강조하는 사회적 관습과 관습에서 비롯된다. 전통주의자들은 이러한 형태의 규칙을 역사적으로 받아 들여진 것으로 이해하고, 따라서 사회가 항상 그래왔기 때문에 연속성을 이해한다. 따라서 전통적인 정부의 제도는 일반적으로 군주제와 부족주의에서와 같이 역사적으로 연속적이다.
- 카리스마적 정당성은 지도자의 사상과 개인적 카리스마에서 비롯되며 권위 있는 인물 이 사회의 사람들을 매혹시키고 심리적으로 지배하여 정부의 체제와 통치에 동의하는 사람이다. 카리스마 넘치는 정부는 일반적으로 약한 정치 및 행정 기관을 특징으로 한다. 왜냐하면 그들은 지도자의 인격에서 권위를 파생하고 일반적으로 권력을 가진 지도자 없이 사라지기 때문이다. 그러나 카리스마적 지도자가 후계자가 있다면 카리스마적 정당성에서 파생된 정부가 계속될 수 있다.
- 합리적-법적 정당성은 정부 기관이 공익을 위해 법과 질서를 수립하고 집행하는 제도적 절차 시스템에서 파생된다. 따라서 정부가 합리적-법적 정당성을 부여하는 법률을 준수하는 것은 대중의 신뢰를 통해서이다.[7]

## 같이 보기
- 집단 의사결정
- 천명
- 법치주의
- 자결권